# Ginger (álbum)
Ginger es un disco publicado por Speedy J en 1993 en el sello Warp Records. El disco forma parte de la serie Artificial Intelligence, y es su sexto volumen. "De-Orbit" también aparece en el recopilatorio Artificial Intelligence.

## Lista de canciones
1. "Ginger" – 7:20
2. "Fill 4" – 2:14
3. "RD D2" – 5:49
4. "Fill 14" – 4:07
5. "Jackpot" – 1:06
6. "Basic Design" – 7:53
7. "Perfect Pitch" – 7:14
8. "Flashback" – 6:02
9. "Fill 15" – 2:40
10. "Pepper" – 7:42
11. "Beam Me Up!" – 5:43
12. "De-Orbit" – 6:12